# Олівер Гіршбіґель
Олівер Гіршбіґель (нім. Oliver Hirschbiegel; народився 29 грудня 1957 в Гамбурґу) — німецький кінорежисер. Серед найвідоміших його робіт Експеримент та Бункер, останній було номіновано на Оскар.

## Біографія
Маючи вальдорфське виховання, Гіршбіґель вивчав малювання та графічне мистецтво, а пізніше кінематограф у Гамбурзькому університеті красних мистецтв. 1986 року він поставив свій перший фільм Das Go! Projekt, знятий для телебачення, за своїм же сценарієм. Він став відомим телевізійним режисером, знявши кілька епізодів серіалів Tatort та Комісар Рекс. Його першим фільмом, що з'явився у кінопрокаті став Експеримент, що зустрів як схвальні, так і критичні відгуки.
2004 року він привернув увагу всього світу завдяки фільму Der Untergang (в українському прокаті з'явився як Бункер). Цей фільм, що зображує останні дні життя Адольфа Гітлера, спричинив у Німеччині дебати щодо зображення нацистських лідерів. Загалом фільм здобув успіх у критиків та серед глядачів, вигравши кілька нагород, а також потрапивши у номінацію Найкращий іншомовний фільм премії Оскар.
Його першим голлівудським фільмом стало Вторгнення, яке на прохання студії згодом частково перезняв австралійський режисер Джеймс Мак-Тейг.

## Нагороди
- 2001 Баварська кінопремія: Найкращий режисер за Експеримент.

## Фільмографія
- Експеримент (нім. Das Experiment, 2001);
- Мій останній фільм (нім. Mein letzter Film, 2002);
- Бункер (нім. Der Untergang, 2004);
- Just an Ordinary Jew- Ein Ganz Gewöhnlicher Jude, 2005);
- Вторгнення (нім. The Invasion, 2007);
- П'ять хвилин раю (нім. Five Minutes of Heaven, 2009);
- Борджія (нім. Borgia, 2011);
- Діана (нім. Diana, 2013);
- Підірвати Гітлера (нім. Elser – Er hätte die Welt verändert, 2015);